# David Garibaldi
David Garibaldi (født 4. november 1946) er en amerikansk trommeslager, komponist og forfatter. Han er mest kendt for at være trommeslager i bandet Tower of Power.

## Biografi
Garibaldi er født i Oakland i Californien og voksede op øst for San Francisco. Han var meget fascineret af trommer og begyndte selv at spille som 10-årig. Hans forældre købte det første trommesæt til ham, da han gik i High School og derfra blev han kun bedre og bedre.
Som 17-årig (i 1966) begyndte Garibaldi sin professionelle karriere. Vietnamkrigen kom dog som en hindring og han blev indkaldt til militæret, hvor han dog kom i United States Air Force og blev medlem af det 724. United States Air Force Band. Efter han havde afsonet sin militærpligt, vendte han tilbage til Francisco Bay Area og i sommeren 1970 blev han medlem af Tower of Power.
Det var her Geribaldi blev en af de mest influerende trommeslagere i sin generation og blev kendt som en innovator inden for funk-tromme.

## Karriere
Geribaldi har udover sin rolle i Tower of Power arbejdet med bl.a. Patti Austin, Natalie Cole, Larry Carlton, Jermaine Jackson og Ray Obiedo. Hans deltagen i TOP har været fra 1970-1975, fra 1979-? og senest fra 1998 og fortsættende.
Garibaldi har lavet flere instruktionsbøger, bl.a. The Code of Funk, Future Sounds og Timbafunk.
Som komponist har han været mindre aktiv, men har blandt andet været medkomponist på What is Hip? fra Tower of Power.

## Eksterne kilder og henvisninger
- Biografi mm. Arkiveret 29. juli 2011 hos  Wayback Machine
- Davids Blog